# Ernst Friedrich Herbert zu Münster

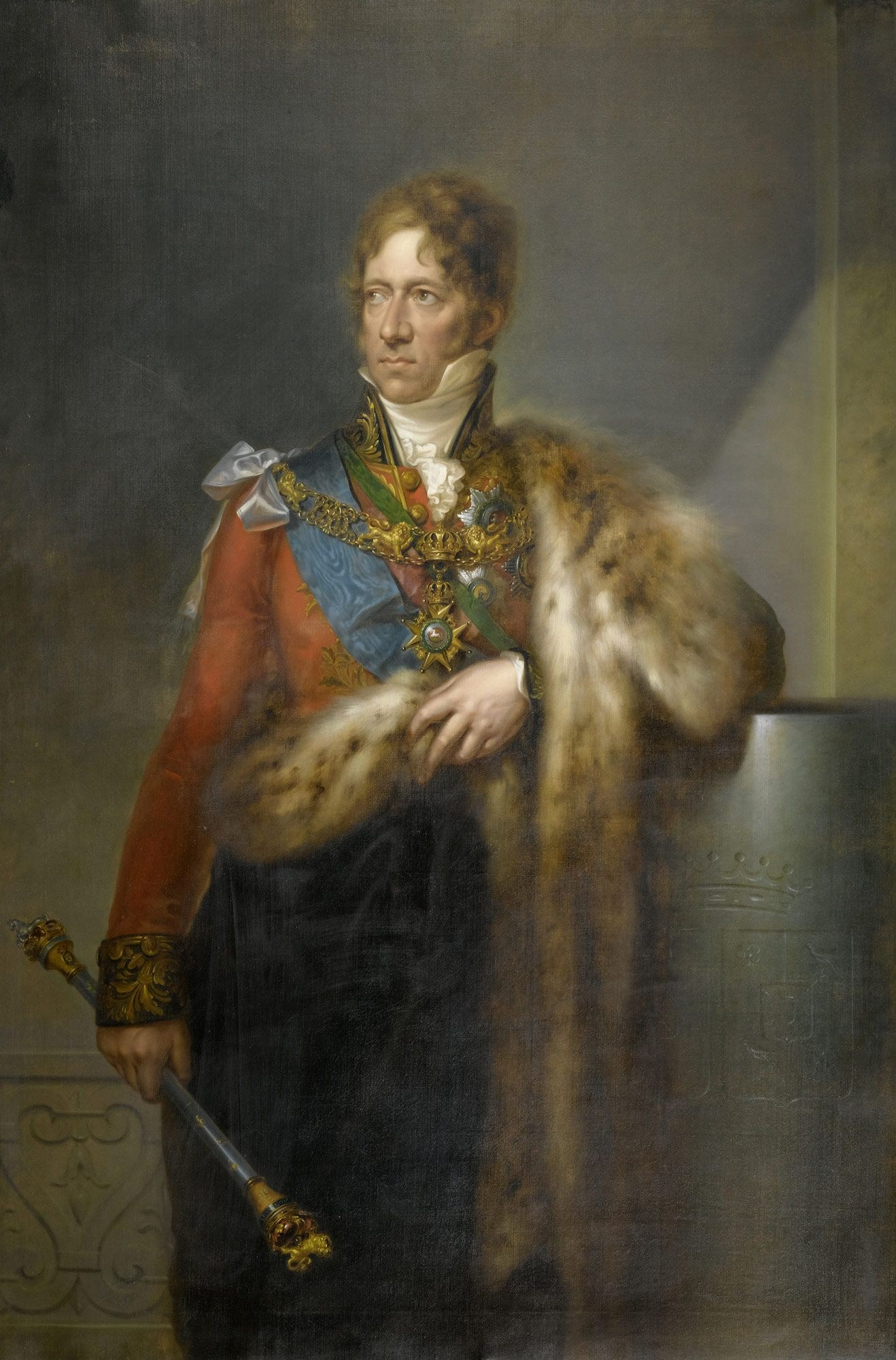
Graf Ernst zu Münster Freiherr von Grothaus;
Ölgemälde von Eduard Ströhling, 1822

Ernst Friedrich Herbert zu Münster, seit 1789 Graf zu Münster (* 1. März 1766 in Osnabrück; † 20. Mai 1839 in Hannover), war ein deutscher Staatsmann und Politiker im Dienste des Vereinigten Königreiches und des Hauses Hannover.

## Leben

### Herkunft, Familie
Ernst zu Münster entstammte dem alten westfälischen Adelsgeschlecht Münster und wurde als Sohn des fürstbischöflichen Hofmarschalls Georg Hermann Heinrich Freiherr von Münster zu Surenburg (1721–1773) und dessen zweiter Ehefrau Eleonore von Grothaus zu Ledenburg geboren, der neben seinem Stammsitz Surenburg aus erster Ehe über das Gut Ledenburg bei Osnabrück verfügte und bis zum Verkauf von Surenburg an beiden Orten lebte. Aus der ersten Ehe seines Vaters mit Dorothea Philippine Wilhelmine Freiin von Hammerstein-Gesmold, Erbtochter zu Langelage, stammt seine Halbschwester Clara Freiin von Münster, die spätere Mutter von Georg von Schele. Sein Vater diente dem letzten Fürstbischof Prinz Friedrich August von Großbritannien und Irland, der bereits 1764 als Säugling und Mündel zum Bischof erhoben wurde. Hieraus resultierten die guten Beziehungen der Familie von Münster zum Haus Hannover. Die Familie wurde 1792 durch den Reichsvikar Kurfürst Karl Theodor von der Pfalz in den Grafenstand erhoben.

### Ausbildung
Nach dem Schulbesuch des Philanthropinum in Dessau (1778–1781) und der Ritterakademie zu Lüneburg (1781–1784) immatrikulierte er sich zum Wintersemester 1784/85 zum Studium der Rechte an der Georg-August-Universität Göttingen. Diese hatte zum 50. Universitätsjubiläum bereits eine außerordentliche Reputation erreicht und wurde als Landesuniversität des Kurfürstentums Braunschweig-Lüneburg (Kurhannover) auch von den drei jüngsten Söhnen König Georgs III. besucht. Die Bekanntschaft mit den drei Welfenprinzen bestimmte das weitere Leben Münsters, der als Student an der Universität, auch in der Auseinandersetzung seines Studentenordens der Unitisten mit dem Orden der schwarzen Brüder, aus der Studentschaft herausragte.
Während seines Studiums hörte er unter anderem bei Christian Gottlob Heyne und bei Johann Dominik Fiorillo.

### Erste Anstellung
Nach dem Abschluss des Studiums im Juli 1787 trat er 1788 als Verwaltungsjurist in den Staatsdienst des Kurfürstentums Hannover in Hannover ein. Er verkehrte zu dieser Zeit auch am nahe gelegenen Braunschweiger Hof des Herzogs Karl Wilhelm Ferdinand von Braunschweig, der mit der Schwester des britischen Königs, Augusta, verheiratet war.

### Festigung der Beziehung zum Königshaus
Er wurde 1791 zum Hof- und Kanzleirat in Hannover ernannt, erhielt aber bereits 1793 vom Hof aus London den Auftrag, seinen ehemaligen Göttinger Kommilitonen Prinz August von Hannover, den Herzog von Sussex, aus Rom abzuholen und von Italien nach London zu bringen. Dieser Auftrag verlangte ihm umso mehr Fingerspitzengefühl ab, als August sich in Rom heimlich mit Lady Augusta Murray, Tochter des John Murray, 4. Earl of Dunmore verehelicht hatte. Mit kriegsbedingter Reiseverzögerung wurde dieser Auftrag wohl zur Zufriedenheit des Hofes bis September abgewickelt, und Münster blieb für weitere vier Monate beim Hof auf Schloss Windsor. Die beiderseitigen Beziehungen festigten sich in dieser Zeit weiter. König Georg III. hatte befohlen, gegen seinen zweitjüngsten Sohn, der in London ein zweites Mal Lady Murray geheiratet hatte, wegen Verletzung der Regeln das Verfahren nach dem Royal Marriages Act von 1772 einzuleiten. Der Herzog von Sussex wurde 1794 erneut außer Landes gesandt, und zwar unter von Münsters Begleitung nach Italien, wo beide für die nächsten fünf Jahre an wechselnden Orten Kunst und Kultur des Landes studierten, aber auch an den Höfen Italiens Beziehungen pflegten.

### Beginn der politischen Laufbahn

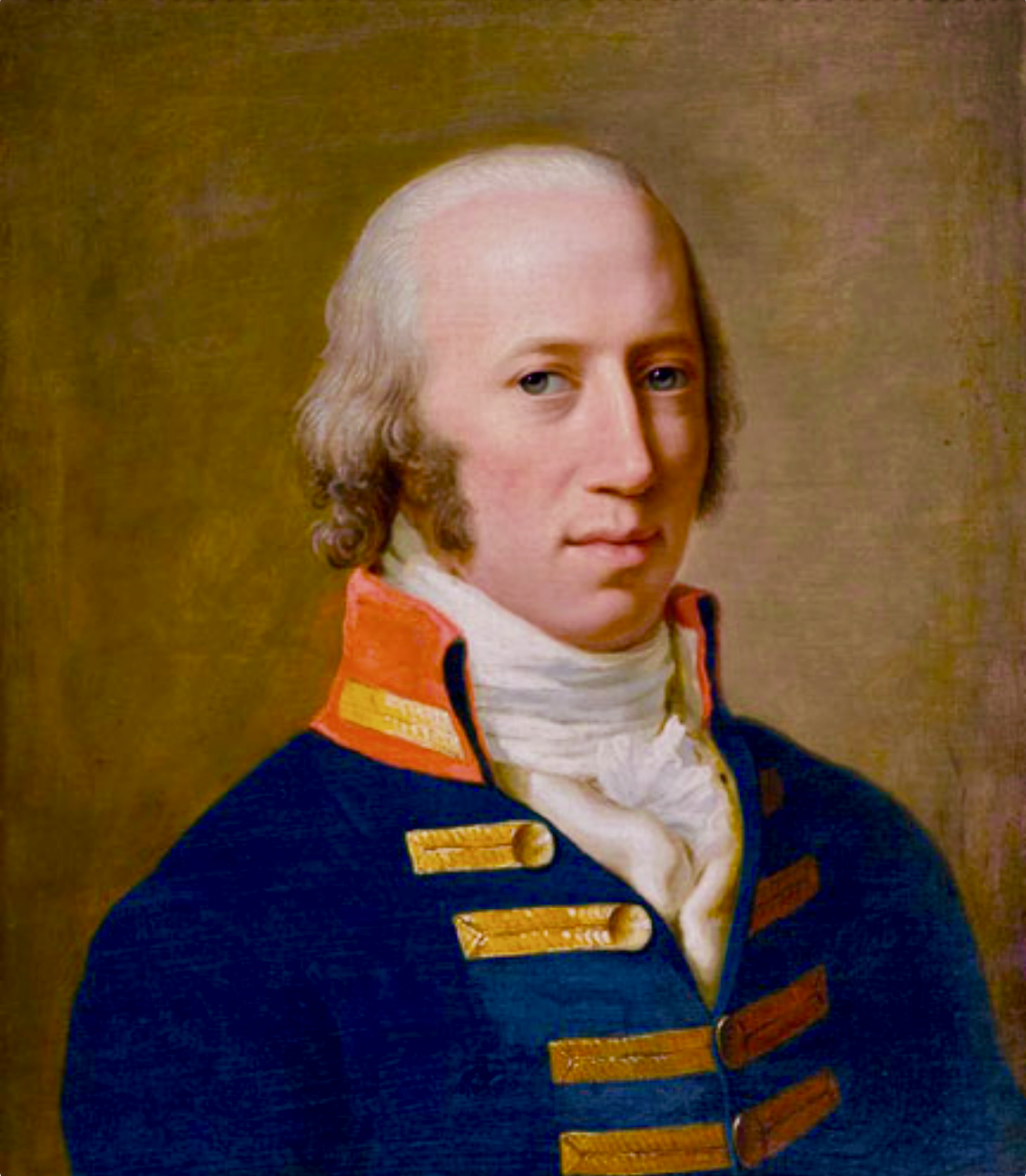
1801: Graf Ernst Friedrich Herbert zu Münster auf einem Gemälde von Emil Tischbein

Münster kehrte 1798 ins Hannoversche zurück und wurde Kammerrat an der für das Kurfürstentum bedeutenden Domänenkammer. Im Jahr 1801 trat er mit einem diplomatischen Auftrag erstmals politisch hervor. Die deutschen Staaten suchten sich jeweils ihren territorialen Anteil aus der Säkularisation zu sichern, das Kurfürstentum Hannover hatte starke Interessen am Hochstift Osnabrück und am Hochstift Hildesheim, bei letzterem in starker Konkurrenz zu Preußen, dem an einer Herstellung einer Landverbindung zwischen Brandenburg und den rheinisch-westfälischen Landesteilen gelegen war. Die Hannoveraner suchten für ihr Interesse russische Unterstützung durch Zar Alexander I. in Sankt Petersburg. Mit Entsetzen berichtet er von dort über die vorangegangene Ermordung des Zaren Paul und das ihm entgegen gehaltene „Was wollen Sie?“ Der erfolgreiche Abschluss der Mission, zumindest, soweit es das Hochstift Osnabrück betrifft, fand zwar Eingang in den Reichsdeputationshauptschluss, aber das Kurfürstentum Hannover wurde im Zuge des Krieges zwischen England und Frankreich bereits 1803 von den Truppen Napoleons unter Mortier besetzt. Im Zuge dieser Krise blieb von Münster in Petersburg, wo er insbesondere zu österreichischen Diplomaten wichtige Kontakte knüpfen konnte.

### Aufstieg zum Minister und Zeit der Koalitionskriege bis zum Wiener Kongress
Nach England zurückgekehrt, wurde er im Mai 1805 vom Kammerrat zum Kabinettsminister beim König ernannt. Zuvor hatte er den am 11. April zwischen England und Russland in London abgeschlossenen Vertrag vermittelt, der die Grundlage der 3. Koalition darstellte und als wesentlichen Inhalt auch die Rückeroberung des Kurfürstentums Hannover zum Gegenstand hatte. Nach dem Rückzug der Franzosen wurde der Herzog von Cambridge im Dezember 1805 zum militärischen Oberbefehlshaber Hannovers ernannt, während Münster die Zivilverwaltung übernehmen sollte. Dem kam Anfang 1806 jedoch Preußen zuvor, indem es Hannover in „administrative Verwahrung“ nahm, also besetzte. Dieser Besetzung folgte im November des Jahres 1806 die erneute durch die Franzosen. Während Hannover so in den nächsten Jahren zwischen Frankreich und dem Königreich Westphalen aufgeteilt wurde, schmiedeten die Kräfte der Koalition im Exil Zukunftspläne. Münster hielt zu fast allen Kontakt.
Münster, der seine gefestigte Vertrauensbeziehung zum Haus Hannover am britischen Hofe hatte, entwickelte sich auf dieser Basis während der weiteren Koalitionskriege zu einem „Kontinuitätsbeamten“ in London, der die zahlreichen, sich oftmals abwechselnden Premierminister mit ihren Kabinetten überstand. Dabei waren es sicher auch seine Kenntnisse der Verhältnisse auf dem Kontinent und im verloren gegangenen Kurfürstentum, die ihn in dieser herausragenden Stellung über Jahrzehnte absicherten.
Mit Gneisenau diskutierte er den Plan eines großen Welfenreiches in Norddeutschland als Gegengewicht zu Preußen und den Süddeutschen Staaten, aber auch zu den Niederlanden unter den Arbeitstiteln Austrasien und Nordgermanien, einen kontinentalen Küstenstaat zwischen Schelde und Elbe in mit England verbundener Sekundogenitur als loyalem Handelspartner. Diese Gedanken wurden jedoch 1813 durch Karl August von Hardenberg Gneisenau gegenüber verworfen, da sie eine Provokation Österreichs beinhalteten.
Die Krankheit des britischen Königs führte dazu, dass der Thronfolger und Prince of Wales die Regentschaft übernehmen musste. Zu Vormündern über das Privatvermögen des erkrankten Königs wurden von Münster und Sir Herbert Taylor gemeinsam bestellt. Auch unter der Regentschaft blieb Münster Kabinettsminister in London.
Kurz vor dem Ausbruch des Krieges zwischen Frankreich und Russland 1811 knüpften er und Gneisenau Kontakte zu dem zwischenzeitlich ebenfalls in London eingetroffenen Herzog Friedrich Wilhelm von Braunschweig.
Die zwischen den Diplomaten und Militärs im Exil erörterten Varianten beinhalteten auch die Teilung Deutschlands an der Mainlinie in eine preußische und eine österreichische Interessensphäre (Protektorat), was Lord Castlereagh ansatzweise nicht unplausibel erschienen sein soll. Die persönliche Politik von Münsters stand hingegen wohl eher unter dem Ziel der Wiederherstellung der alten Verfassung des Heiligen Römischen Reiches in modifizierter Form.
Für die von ihm vertretenen Interessen kam die Diskussion mit der Konvention von Reichenbach vom 15. Juni 1813 zum Abschluss. Dieser Vertrag sicherte die Wiedereinsetzung beider Linien Braunschweig-Lüneburg und die Erweiterung Hannovers um 250.000 bis 300.000 Einwohner unter Einbeziehung des Hochstifts Hildesheim zu.
Im Jahre 1814, während des Wiener Kongresses, heiratete er die Prinzessin Wilhelmine zu Schaumburg-Lippe.

### Pariser Frieden und Wiener Kongress
Im Januar 1814 vertrat er England neben Castlereagh bei den Verhandlungen in Paris und blieb nach dem Abschluss des Ersten Pariser Friedens dort mit Abwicklungen befasst bis zum Juni des Jahres. Ab September nahm er dann als Bevollmächtigter des Regenten am Wiener Kongress teil. Hannover wurde von Minister Ernst von Hardenberg vertreten und England von Castlereagh. Münster nahm instruktionslos teil. Unter den Vertretern der mittleren und kleinen Staaten des Kongresses war von Münster einer der herausragenden. Für das Haus Hannover war er von den Verhandlungergebnissen her sogar höchst effektiv: Hannover wurde zunächst einmal von der geographischen Größe her mit den „Süddeutschen Erhebungen“ wie Württemberg „automatisch“ ebenfalls zum Königreich erhoben. Das Staatsgebiet wurde entsprechend den vorherigen Absprachen um 1/5 der vorherigen Fläche oder aber 250 000 Einwohner erweitert. Auf reichspolitischer Ebene sah von Münster die alles gefährdende Polarität zwischen Preußen und Österreich vor der Bühne der vielfältigen Eitelkeiten deutscher Kleinstaatherrscher und hoffte auf die Niederlande (vertreten durch den ihm wohl bekannten hessischen Staatsmann und Politiker Hans von Gagern) als dritte Kraft in der Mitte Deutschlands und den Prinzen von Oranien als einen Hessen-Nassau verbundenen Herrscher. Zusammengefasst: von Münster sah besorgt die zukünftigen Ambitionen Preußens und war zugleich nicht nur unsicher hinsichtlich der Möglichkeiten und Grenzen Österreichs. Russland genoss unter seinem Zar Alexander I. nicht die Sympathien Londons, Alexander hatte jedoch das erheblich größere Hannover bereits seinem Verwandten, dem Herzog von Oldenburg zugedacht. Vor diesem Hintergrund musste von Münster zunächst hinsichtlich der möglichen Einverleibung Sachsens durch Preußen „umdenken“, durch eine Teilung Sachsens würde für ein wiedererstandenes Hannover der diplomatische Handlungsspielraum im Machtgefüge der kleineren und mittleren deutschen Staaten größer werden. Insofern verfolgte von Münster auf dem Wiener Kongress eine Politik, die von der Abneigung gegen eine Hegemonie Preußens insbesondere in (Nordwest-)Deutschland, sowie auf europäischer Ebene machtpolitisch von einer Ablehnung der Koalition zwischen Preußen und Russland bestimmt war. Hier trat der den Deutschen Bund schwächende Konflikt zwischen den deutschen Großmächten Preußen und Österreich deutlich hervor, der die weitere Entwicklung des 19. Jahrhunderts prägen sollte. Die Durchsetzung der eigenständigen hannoverschen Interessen des britischen Königshauses war sicherlich die bedeutendste der diplomatischen Leistungen von Münsters.

### Vormundschaft und Testamentsvollstreckung im Herzogtum Braunschweig

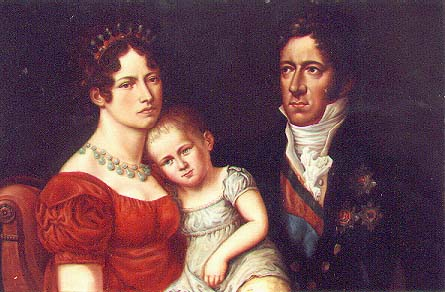
Graf und Gräfin Münster mit Sohn Georg Herbert (1820–1902)

Der schwarze Herzog Friedrich Wilhelm von Braunschweig hatte vor seinem Tod 1815 in der Schlacht bei Quatre-Bras seinen Schwager, den britischen Thronfolger, zum Vormund seiner Kinder Karl und Wilhelm bestellt. Die Verwaltung seiner Vermögensangelegenheiten hatte er in diesem Testament auf Ernst zu Münster, Lord Liverpool und George Canning übertragen. Die vormundschaftliche Regierung des Herzogtums Braunschweig erfolgte nicht über das Königliche Ministerium in Hannover, sondern direkt durch von Münster in Zusammenarbeit mit dem Geheimen Ratskollegium in Braunschweig unter Graf Gebhard von der Schulenburg-Wolfsburg, nach dessen Tod 1818 unter Graf Johann Ernst von Alvensleben. Der hannoversche Diplomat Friedrich Wilhelm Alexander von Linsingen wurde als Erzieher der beiden Prinzen eingesetzt. Als Herzog Karl 18 Jahre alt wurde, beanspruchte er von seinem Vormund und seinen Testamentsvollstreckern die Regierungsmacht in Braunschweig, und es entbrannte ein Streit über das richtige Alter hierzu: 18 oder 21 Jahre, dies allerdings vor dem Hintergrund, dass man Herzog Karl II. entweder noch nicht oder überhaupt nicht für regierungsfähig hielt. Fürst Metternich, der in Wien die Bekanntschaft des jungen Herzogs gemacht hatte, machte seinen Einfluss geltend, so dass der Vormund dann das vollendete 19. Lebensjahr für die Thronmündigkeit Karls anerkannte. Dieser begann unmittelbar nach Übernahme des Throns in Braunschweig eine Kampagne, die auch von Münster beschädigte und zur Abfassung von Rechtfertigungsschriften veranlasste, schon um den in die Kampagne einbezogenen König Georg IV. zu verteidigen und zu entlasten. Der Herzog erwiderte hierauf seinerseits mit einer erneuten Schmähschrift und forderte von Münster zum Duell. Die Forderung ließ er dem Grafen durch den Pferdeauktionator Richard Tattersall aus London übermitteln, was nach dem Comment der damaligen Zeit durchaus einer weiteren Beleidigung gleichkam. Münster wurde die Annahme der Forderung durch den britischen König untersagt. Die Angelegenheit eskalierte, es kam noch zu einer weiteren Forderung eines Forstmeisters an von Münster, mit der dann nicht nur die Regierungen Preußens und Österreichs, sondern auch die Bundesversammlung des Deutschen Bundes befasst waren. Der Aufstand der Braunschweiger Bevölkerung gegen den verhassten Diamantenherzog beendete auch für von Münster den öffentlichen Teil dieser unangenehmen Affäre.

### Die Restauration des hannoverschen Staatswesens
Nach dem Wiener Kongress oblag es von Münster als hannoverschem Kabinettsminister mit Dienstsitz in London, die inneren Strukturen des neuen Königreichs zu stabilisieren. Dabei stand er schon aus seiner „erzwungenen“ Londoner Zeit in einer starken persönlichen Rivalität zu dem General und Begründer der King’s German Legion Friedrich von der Decken. Weiter unterstützte er mit Rat und Tat die Regentschaft des Prince of Wales im Hannover benachbarten Braunschweig. Im Königreich Hannover stand der Regent mit seinen liberalen Grundpositionen und dem Kabinett unter Führung von August Wilhelm Rehberg gegen die auf Restauration gerichteten Interessen des hannoverschen Adels, der sich aus seiner Minderheit heraus unter Führung von Münsters Neffen von Schele zunehmend organisierte. Diese Adelsfraktion verstand es, durch Intrige und Kabinettsjustiz mit Rehberg einen qualifizierten Beamten in Widerspruch zu Münster zu setzen und auszuschalten. Der Weg für die Zweikammerverfassung vom Dezember 1819 war frei. Münster hielt politisch weiter Kontakt zu Metternich und besuchte diesen jährlich auf Schloss Johannisberg im Rheingau. So trafen sich die beiden auch 1819 in Karlsbad zur Konferenz. Das Verhältnis zwischen Münster und Metternich verschlechterte sich trotz Einigkeit in Fragen der Karlsbader Beschlüsse in den Folgejahren. Die Gründe hierfür lagen in der positiven Haltung Metternichs zur Person des Herzogs Karl von Braunschweig.
Im Königreich Hannover wurde ab 1820 die Staatsorganisation nicht nur an die territoriale Neuordnung aufgrund der Gebietszuwächse infolge des Wiener Kongresses angepasst, es fand gleichzeitig auch eine straffende Zentralisierung der Verwaltung statt. Domänenkammer, Landdrosteien und Ämter wurden 1822/1823 neu geschaffen. Der Machtmittelpunkt befand sich allerdings nicht in der Stadt Hannover, sondern in der Person des Kabinettsministers Münster in London. Den Umstand, dass Hannover seit 1815 Küstenstaat geworden war, wusste das Kabinett Münster nicht zu nutzen. Der Hafen an der Unterweser wurde 1827 an Bremen verkauft. Zoll-, geld- und handelspolitisch gelang der Regierung offensichtlich auch deshalb wenig, weil sie ständig unter dem Zwang stand, sich der Umarmung des doppelten Nachbarn Preußen zu entziehen. Münster personifizierte zunehmend ein ungeliebtes System, und Ende 1830 kursierten Flugschriften gegen ihn persönlich im ganzen Land, die bei der Bevölkerung begierig aufgenommen und in Umlauf gehalten wurden.
Im Anschluss an die Julirevolution des Jahres 1830 in Paris kam es Anfang 1831 zu Unruhen im Königreich Hannover. Der Osteroder Rechtsanwalt Georg Friedrich König fand mit seiner Schrift Anklage des Ministeriums Münster vor der öffentlichen Meinung große Resonanz. Unruhen entstanden insbesondere an der Universität Göttingen. Die Universität und die Bevölkerung forderten eine neue Verfassung, den Rücktritt des Kabinetts Münster, und Ruhe und Ordnung mussten durch das Militär wieder hergestellt werden. In England war zwischenzeitlich am 24. Juni 1830 König Wilhelm IV. dem von-Münster-Förderer König Georg IV. auf den Thron gefolgt. In der Konsequenz wurde der konziliantere Herzog von Cambridge, der während der Unruhen das Land bereist hatte, zum Vizekönig von Hannover ernannt und Graf Münster nach 26 ununterbrochenen Dienstjahren am 12. Februar 1831 als Minister entlassen.

## Familiensitz in Derneburg

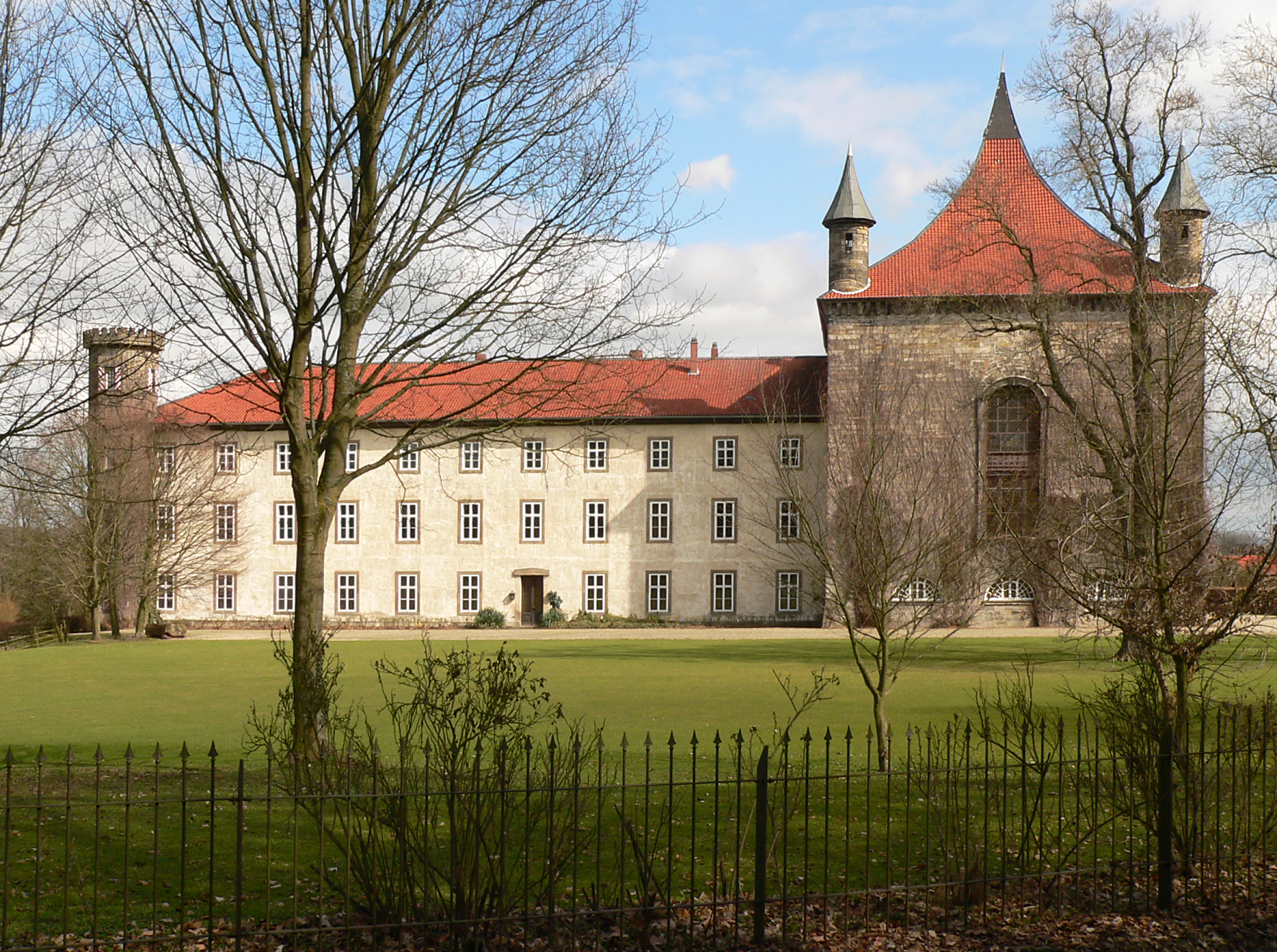
Schloss Derneburg

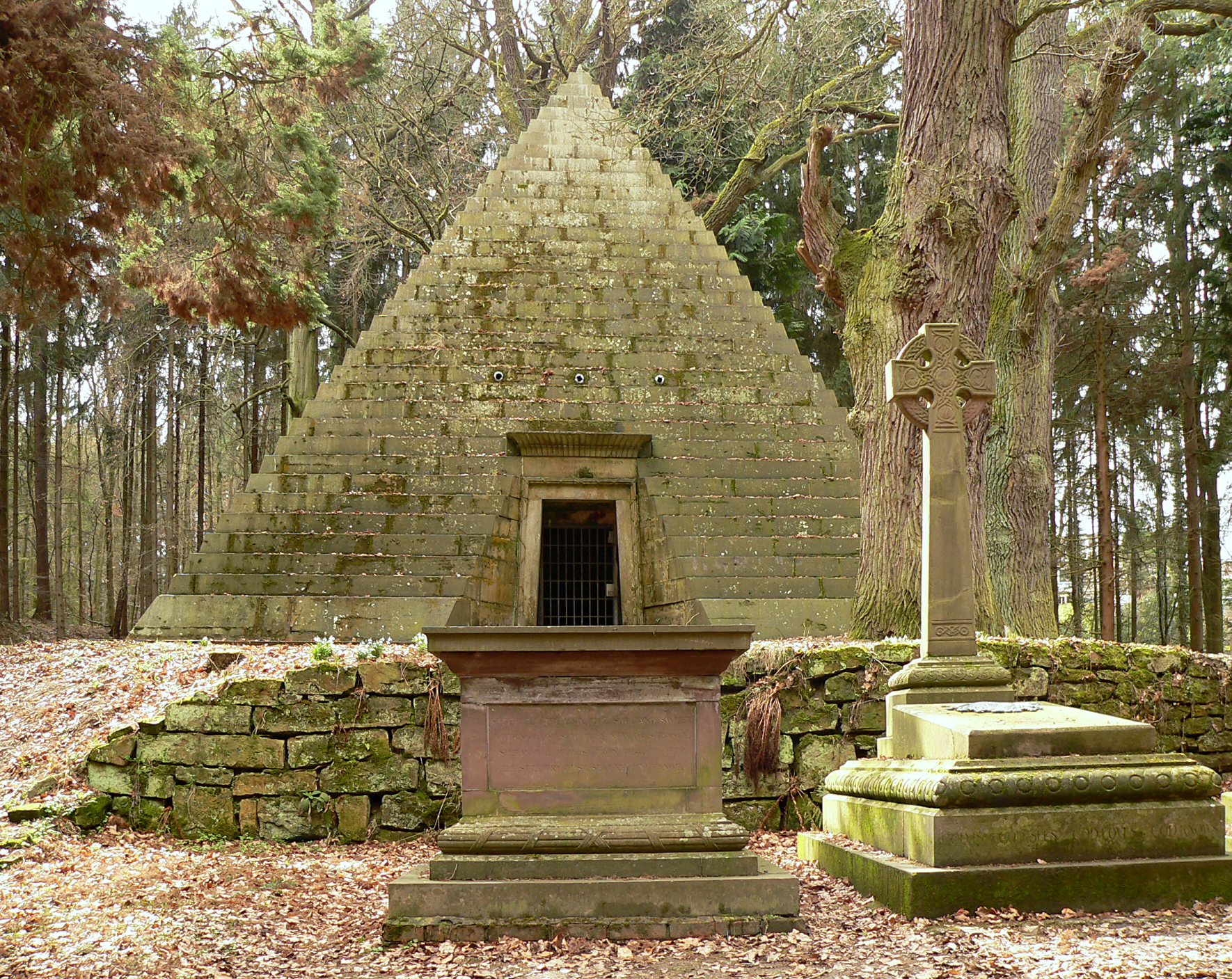
Das pyramidenförmige Mausoleum des Grafen Ernst zu Münster

Für seine Verdienste um die Wiederherstellung des Königreichs Hannover in erweiterten Grenzen, insbesondere auf dem Wiener Kongress, erhielt er von König Georg IV. das 1803 säkularisierte, aber verwahrloste Kloster Derneburg. 
Der Grundbesitz garantierte ihm eine jährliche Einnahme von 6000 Talern. 1815 begann die adlige Herrschaft in Derneburg. Mit Hilfe seines Architekten Georg Ludwig Friedrich Laves baute er das alte Kloster im Innern vollständig zum Schloss Derneburg um und richtete darum einen englischen Landschaftsgarten ein. Das Glashaus ist das von Laves entworfene Gewächshaus für die Schlossgärtnerei.
Er heiratete am 7. November 1814 Wilhelmine Charlotte Prinzessin zu Schaumburg-Lippe (* 18. Mai 1783; † 6. August 1858), die Tochter von Philipp von Schaumburg-Lippe. Das Paar hatte einen Sohn und sieben Töchter. Am 29. Dezember 1820 wurde sein Sohn Georg Herbert Graf zu Münster geboren (später Botschafter des Deutschen Reiches in Paris). 1831 nahm er seinen Abschied aus dem Staatsdienst und wohnte auf Kloster Derneburg und in Hannover. Als Grabstätte ließ er für sich, seine Ehefrau und seine Töchter in Derneburg das Mausoleum des Grafen Ernst zu Münster 1839 vom Architekten Laves erbauen. Das Mausoleum ist die elf Meter hohe Nachahmung einer ägyptischen Pyramide.